# Наследственные чины Римской курии
Папский двор или Папская курия были преобразованы буллой Pontificalis Domus 1969. Она отменила роль старой римской знати при Папском дворе за исключением позиции Князей-помощников Папского трона. Эти титулы (типа Великий Магистр Священного Апостолического Странноприимного Дома, Маршал Священного Конклава, и т. д.) теперь являются сугубо почётными (хотя всё ещё наследственными).
Это положение было разделено между князьями Орсини и Колонна, но первый был лишён Пием XII после получения развода, и титул присудили князю Торлония, князю Фучино, Канино и Музиньяно семьи Торлония.
Князья-помощники являются представителями римской знати, которые служат у подножья Трона непосредственно рядом с кардиналом-дьяконом, который стоит справа от папы римского. Они чередуют службу в течение их жизни, и никто не может занимать место кроме них.
Их основной функцией является служение по случаю официальных визитов глав государств.
Реформы 1969 года также изменили названия и упразднили различные категории Тайных Камергеров Меча и Мантии Его Святейшества. Вместе с этим были упразднены и другие должности, но их обладатели получили взамен новые.

## Держатели служб

### Великие сановники
- Князья-помощники Папского трона (наследственный):
  - Марко Торлония, 6-й князь Чивителла-Чези;
  - князь дон Маркантонио Колонна, князь и герцог Палиано, герцог Мариано.
- Маршал Святой Римской Церкви и Священного Конклава (ненаследственный):
  - князь дон Сиджизмондо Киджи-Альбани делла Ровере, князь Священной Римской империи, князь Фарнезе, Кампаньяно и Сориано, герцог Аричча и Формелло.
- Великий магистр Священного Апостольского Странноприимного Дома (наследственный):
  - князь Русполи.
- Foriere Maggiore (генерал-квартирмейстер) (наследственный):
  - маркиз Джулио Саккетти, маркиз Кастель Романо (миряне самого высокого ранга на Ватиканской службе, как делегат государства-града Ватикан).
- Cavallerizzo Maggiore (суперинтендант конюшен Папских дворцов) (наследственный):
  - маркиз Грегорио Серлупи Крешенци.
- Суперинтендант Почт (наследственный):
  - Князь дон Филиппо Массимо, князь и господин Арсоли, герцог Антиколи Коррадо.
- Хранитель Золотой Розы (предназначенная для членов королевских домов) (ненаследственный).

### Папские гвардии
- Капитан-командир Дворянской гвардии (не наследственный, но всегда римский князь в ранге генерал-лейтенанта):
  - последние держатели включали князей Альтьери, Альдобрандини, Барберини, Роспильози).
- Стандартный Предъявитель Святой Римской Церкви (наследственный, в ранге генерал-лейтенанта):
  - маркиз Патрицио Патрици Наро Монторо, маркиз Балдаккино.
- Командир Палатинской гвардии (ненаследственный);
- Капитан-командир Швейцарской гвардии (не наследственный, но всегда швейцарец):
  - Кристоф Граф